# Else von Möllendorf
Else von Möllendorff ou Möllendorf, née le 29 décembre 1913 à Munich, morte le 28 juillet 1982 à Lübeck est une actrice allemande.
Elle joua surtout dans les années 1930-1940 des personnages de jeunes filles allemandes typiques de l'époque.

## Filmographie partielle
- 1935 : Ein falscher Fuffziger (aux États-Unis : The Counterfeit Bill) : Hilde Werner
- 1939 : In letzer Minute : Else
- 1939 : Das Eckel (aux États-Unis : The Grouch) : Gusti Pitzinger
- 1939 : Ich verweigere die Aussage (en Australie : I Refuse to Testify) : Inge Rodeck
- 1939 : Napoleon ist an allem schuld : Madeleine
- 1940 : Le Renard de Glenarvon (Der Fuchs von Glenarvon, aux États-Unis : The Fox of Glenarvon), réalisé par Max W. Kimmich : Mary-Ann O'Connor
- 1941 : Frau Luna (en Australie : Mistress Moon) : Traute
- 1941 : Familienanschluss : Helga Timm
- 1942 : Geliebte Welt : Rosi Hübner
- 1942 : Trois jeunes Viennoises (Drei Tolle Mädel, en Italie : Tre Ragazze viennesi), réalisé par Giuseppe Fatigati : Inge
- 1943 : Wenn der junge Wein blüht : Hélène Arvik
- 1943 : Ich vertraue Dir meine Frau an : Lil
- 1943 : Alles aus Liebe : Liesl Dörfler
- 1944 : Ich habe von dir geträumt : Hélène
- 1944 : Herr Sanders lebt gefährlich : La secrétaire Ellen Hinz
- 1946 : L'Extravagant Millionnaire (Peter Voss, der Millionendieb) : Polly Petterson
- 1948 : Finale : Sœur Marianne
- 1950 : Verlobte Leute : Bärbel